# Oleh Doroschtschuk
Oleh Jewhenijowytsch Doroschtschuk (ukrainisch Олег Євгенійович Дорощук; englisch Oleh Doroshchuk; * 4. Juli 2001 in Kirowohrad) ist ein ukrainischer Leichtathlet, der sich auf den Hochsprung spezialisiert hat. 2025 wurde er in dieser Disziplin in Apeldoorn Halleneuropameister.

## Sportliche Laufbahn
Erste internationale Erfahrungen sammelte Oleh Doroschtschuk im Jahr 2018, als er bei den U18-Europameisterschaften im ungarischen Győr mit einer übersprungenen Höhe von 2,13 m die Silbermedaille gewann. Im Herbst nahm er dann bei den Olympischen Jugendspielen in Buenos Aires teil und gewann dort die Bronzemedaille. Im Jahr darauf gewann er dann bei den U20-Europameisterschaften in Borås mit 2,14 m erneut zu Silber. 2021 schied er bei den Halleneuropameisterschaften in Toruń mit 2,16 m in der Qualifikation aus. Im Juli wurde er dann bei den U23-Europameisterschaften in Tallinn mit 2,14 m Fünfter. Im Jahr darauf verpasste er bei den Weltmeisterschaften in Eugene mit 2,25 m den Finaleinzug und anschließend wurde er bei den Europameisterschaften in München mit 2,23 m Vierter. 2023 wurde er bei der 2. Liga der Team-Europameisterschaft im Zuge der Europaspiele in Chorzów mit 2,24 m Dritter und anschließend gewann er bei den U23-Europameisterschaften in Espoo mit 2,19 m die Silbermedaille hinter dem Türken Ali Eren Ünlü. Im August gelangte er bei den Weltmeisterschaften in Budapest mit 2,20 m im Finale auf Rang 13. Im Jahr darauf belegte er bei den Hallenweltmeisterschaften in Glasgow mit 2,24 m den vierten Platz. Im Juni gewann er dann bei den Europameisterschaften in Rom mit 2,26 m die Bronzemedaille hinter dem Italiener Gianmarco Tamberi und seinem Landsmann Wladyslaw Lawskyj. Im August gelangte er bei den Olympischen Sommerspielen in Paris mit 2,31 m im Finale auf den sechsten Platz.
2025 siegte er bei den Halleneuropameisterschaften in Apeldoorn mit Weltjahresbestleistung und neuem persönlichem Rekord von 2,34 m. Zwei Wochen darauf belegte er bei den Hallenweltmeisterschaften in Nanjing mit 2,28 m den fünften Platz.
In den Jahren 2022 und 2024 wurde Doroschtschuk ukrainischer Meister im Hochsprung im Freien sowie 2024 und 2025 in der Halle.